# Ла Гвадалупана, Сан Хуанита, Фабрика де Мескал (Бустаманте)
Ла Гвадалупана, Сан Хуанита, Фабрика де Мескал (шп. La Guadalupana, San Juanita, Fábrica de Mezcal) насеље је у Мексику у савезној држави Нови Леон у општини Бустаманте. Насеље се налази на надморској висини од 447 м.

## Становништво
Према подацима из 2010. године у насељу је живело 8 становника.

### Хронологија
| Година       | 2000         | 2005         | 2010 |
| ------------ | ------------ | ------------ | ---- |
| Становништво | 32 (19 / 13) | 23 (13 / 10) | 8    |

### Попис
| # | Индикатор                     | Вредност |
| - | ----------------------------- | -------- |
| 1 | Укупно домаћинстава           | 2        |
| 2 | Укупно насељених домаћинстава | 2        |
| 3 | Величина локације             | 1        |